# Sturmtief Eberhard
Eberhard war der stärkste Sturm einer Serie von Stürmen im März 2019, die Deutschland betrafen. Von Belgien kommend überquerte er im Laufe des 10. März 2019 die Bundesrepublik. An Bergstationen wurden Orkanböen gemessen, im Flachland orkanartige Böen. Betroffen waren hauptsächlich die Mitte und der Süden Deutschlands.

## Auswirkungen

### Belgien
In Belgien erreichten die Böen Werte um 120 km/h. Es kam zu zahlreichen Schäden in allen Provinzen.
| Stabroek    | 122 km/h |
| Zeebrugge   | 119 km/h |
| Middelkerke | 112 km/h |
| Zaventem    | 112 km/h |
| Bierset     | 112 km/h |

### Deutschland
In Nordrhein-Westfalen rückten Polizei und Feuerwehr wegen des Sturms zu Tausenden Einsätzen aus. Vielerorts wurden Bäume entwurzelt und fielen auf Häuser, Straßen und Oberleitungen. Ein Autofahrer kam im Sauerland ums Leben, als ein entwurzelter Baum während der Fahrt auf seinen Wagen fiel. Bei der Bahn kam es zu großräumigen Störungen, als zwei wichtige Stellwerke in Essen und Wuppertal ausfielen. Die Deutsche Bahn stoppte am Sonntagnachmittag in Nordrhein-Westfalen ihren Betrieb, mit weitreichenden Folgen für die ganze Republik. Nach Bahn-Angaben wurden in Hessen und Rheinland-Pfalz ebenfalls Züge an den Bahnhöfen zurückgehalten. In Städten wie Dortmund, Köln, Osnabrück und Frankfurt/Main stellte die Bahn sogenannte Aufenthaltszüge bereit, in denen gestrandete Fahrgäste auch die Nacht verbringen konnten.
Im Saarland kam es zu 400 Einsätzen der Rettungskräfte. Im Westerwald saßen nach dem Sturm gleich mehrere tausend Menschen nach Stromausfällen im Dunkeln. In Thüringen wurde ein Dorf durch quer liegende Bäume vollständig von der Außenwelt abgeschnitten. Da die versuchte Räumung am Sonntag weitere Bäume zum Einsturz brachte, vertagte man die Arbeit aus Sicherheitsgründen. Auch in Bayern und Baden-Württemberg kam es zu mehreren hundert Einsätzen wegen des Sturms, während die nördlichen Bundesländer weitestgehend von Eberhard verschont blieben.
| Feldberg/Schwarzwald | 166 km/h |
| Brocken              | 152 km/h |
| Großer Arber         | 144 km/h |
| Zugspitze            | 144 km/h |
| Fichtelberg          | 143 km/h |

| Alsfeld             | 126 km/h |
| Glücksburg/Meierwik | 126 km/h |
| Leipzig/Halle       | 122 km/h |
| Chemnitz            | 120 km/h |

### Weitere Länder
In Tschechien, der Schweiz und Österreich wurden an Bergstationen ebenfalls Orkanböen gemessen und es kam verbreitet zu Schäden, nicht jedoch im selben Ausmaß wie in Deutschland oder Belgien.
| Snezka (CZ)    | 207 km/h |
| Milesovka (CZ) | 176 km/h |
| Chopok (SK)    | 173 km/h |
| Säntis (CH)    | 157 km/h |
| Feuerkogel (A) | 151 km/h |

Auch in Polen kam es in Folge des Sturms zu erheblichen Schäden sowie zu Behinderungen im Schienen- und Straßenverkehr. Rund 700 Häuser wurden beschädigt, die Feuerwehr musste zu knapp 3000 Einsätzen ausrücken. Mehr als 400.000 Haushalte waren ohne Strom. Ein ähnliches Bild gab es im Nachbarland Tschechien: Etwa 300.000 Haushalte waren von der Stromversorgung abgeschnitten.

### Versicherte Schäden
Perils gibt eine versicherte Schadensumme von 782 Mio. Euro für Sachschäden (ohne Autos) aus den Ländern Deutschland, Belgien, Großbritannien, Frankreich, Schweiz und den Niederlanden an. Der Gesamtverband der Deutschen Versicherungswirtschaft (GDV) nennt eine deutschlandweite Zahl von rund 500 Mio. Euro für Sach- und 50 Mio. Euro für Autoschäden. Die Versicherungsmathematiker von Meyerthole Siems Kohlruss (MSK) hatten schon kurz nach dem Ereignis einen versicherten Schaden von 600 Mio. Euro für Deutschland gemeldet.